# Sphaerodactylus schuberti
Sphaerodactylus schuberti este o specie de șopârle din genul Sphaerodactylus, familia Gekkonidae, descrisă de Thomas și Hedges 1998. Conform Catalogue of Life specia Sphaerodactylus schuberti nu are subspecii cunoscute.